# کریستین لیسدال
کریستین لیسدال (انگلیسی: Kristin Lysdahl؛ زادهٔ ۲۹ ژوئن ۱۹۹۶) اسکی‌باز آلپاین اهل نروژ است.